# Державний архів Миколаївської області
Держа́вний архі́в Микола́ївської о́бласті — архівна установа України, структурний підрозділ Миколаївської обласної державної адміністрації, одночасно підзвітний і підконтрольний голові обласної державної адміністрації і Державній архівній службі України. Розташований у Миколаєві: в будівлі на вулиці Маріупольській, № 1 (корпус № 2 — адміністрація) та у будівлі на вулиці Театральній, № 43 (корпус № 1). Директор — Наталія Анатоліївна Колесник.

## Історія
У 1921 році при Миколаївському губкомі був організований Істпарт, котрий став відділом губкому партії. За роки своєї діяльності Істпарт підготував і видав 6 праць, в яких були використані зібрані ним документи та матеріали.
10 вересня 1925 року президія Миколаївського окружного виконкому винесла постанову про організацію окружного архівного управління при окрвиконкомі та про передачу йому радянськими установами і приватними особами всіх архівних фондів, термін зберігання яких при установах минув і які не підлягають зберіганню у приватних осіб. Вже в жовтні 1925 року Миколаївське окружне архівне управління здійснило роботу з виявлення бездоглядних архівів в м. Миколаєві. Таких архівів було виявлено три, документи їх були перевезені до архівосховища. З листопада приступили до обстеження і перевірки архівів установ та підприємств. Всього до кінця 1925 року було обстежено 19 установ, підготовлені до здачі в окружний архів документи 7 установ. За деяким винятком, в установах та підприємствах документи знаходились у невпорядкованому стані, приміщень для архівів не було.
27 березня 1926 року Укрцентрархів розіслав всім окружним архівним управлінням обіжник, в якому пропонувалось упорядкувати і здати до окружного архівного управління документальні матеріали всіх волосних та сільських управлінь. Миколаївське окружне архівне управління продовжувало обстеження документальних матеріалів в установах округу, домагаючись забезпечення архівів окремими кімнатами, обладнання їх стелажами, призначення осіб, відповідальних за архіви. Розпочалася систематична концентрація, упорядкування і вивчення архівних матеріалів. Вже до кінця 1927 року були сконцентровані і упорядковані всі документи державних установ м. Миколаєва, які існували в дореволюційний період, а також в 1917—1921 р.р. Для підвищення кваліфікації архівних працівників при окружному архівному управлінні діяли короткотермінові курси. Використання документів йшло, в основному, з революційної тематики і в народногосподарських цілях. Слід відмітити, що цю кропітку роботу проводив невеличкий штат окружного архівного управління із 6-8 чоловік на чолі з завідувачкою О. І. Осиповою. Значну допомогу працівникам архівних органів надавала громадськість. Так, у 1928 році в Миколаївській окрузі було завербовано 12 архівних кореспондентів, яким було дано 7 доручень з виявлення, перевірки стану архівних матеріалів на периферії.
З 1 жовтня 1930 року Миколаївське окружне архівне управління в зв'язку з ліквідацією округу було реорганізоване в місцеве архівне управління з обслуговуванням всієї території колишнього Миколаївського округу, за винятком Вознесенського району, який було приєднано до Одеського місцевого архівного управління. Місцеве архівне управління перебувало при Миколаївській міській Раді під безпосереднім керівництвом Центрального архівного управління при ВУЦВКу; утримувалось виключно за рахунок коштів місцевого бюджету, займалось концентрацією, упорядкуванням та використанням документів, а також здійснювало контроль за відомчими архівами м. Миколаєва та районів. У віданні місцевого архівного управління знаходилась утворена в 1930 році партійна секція.
До кінця 1931 року в архівосховищах повністю були сконцентровані архівні матеріали установ дореволюційного періоду, радянського періоду за 1917—1923 р.р. і переважна більшість ліквідованих в результаті адміністративної реформи 1930 року установ. На вересень 1931 року в місцевому архівному управлінні було «1298 фондів обсягом 2500 погонних метрів». В зв'язку концентрацією великої кількості документів гостро стало питання з приміщеннями під архівосховища. Сховища були перевантажені, через що не було можливості прийняти документи багатьох ліквідованих установ, особливо тих, що знаходились в районах.
У 1932 році згідно з новим адміністративно-територіальним поділом в Україні створювались області, а в них обласні архівні управління. Миколаїв ввійшов до складу Одеської області. У лютому того ж року Миколаївське місцеве архівне управління було реорганізоване в Миколаївський державний історичний архів, який перебував у віданні Одеського обласного архівного управління. В складі державного історичного архіву були утворені сектори: організаційно-технічний і агітаційно-пропагандистський та група обслуговування. Складовою частиною державного історичного архіву була партійна секція. Працівники партійної секції займались концентрацією, упорядкуванням та забезпеченням схоронності документів окружних, районних комітетів та первинних організацій КП(б)У та ЛКСМУ. Вже в кінці 1930 року в партійній секції було сконцентровано 99 фондів партійних і комсомольських організацій, окружного та районних партійних комітетів.
У вересні 1937 року було утворено Миколаївську область. На підставі постанови організаційного комітету Президії Верховної Ради УРСР по Миколаївській області від 15 лютого 1938 року було утворене Миколаївське обласне архівне управління. 4 квітня 1938 року наказом по Миколаївському обласному архівному управлінню згідно з розпорядженням Центрального архівного управління УРСР від 29 березня 1938 року Миколаївський державний історичний архів був перейменований в Миколаївський обласний історичний архів, в кінці 1938 року одержав найменування Миколаївський обласний архів, а з кінця 1940 р. перейменований в державний архів Миколаївської області.
У віданні обласного архівного управління, крім Миколаївського обласного архіву, знаходився також Херсонський державний історичний архів, Кіровоградський державний історичний архів, Миколаївський міський державний архів та 23 районних державних архіви з перемінним складом документів. Наказом по управлінню НКВС СРСР у Миколаївській області від 19 лютого 1939 р. згідно з постановою Президії Верховної Ради СРСР від 16 квітня 1938 року і наказом НКВС СРСР від 17 січня 1939 року місцеві органи Центрального архівного управління були передані у відання органів НКВС. Що стосується партійного архівного будівництва, то після створення області при Миколаївському обкомі Компартії України почав свою роботу обласний партійний архів.
22 червня 1941 року почалася війна з Німеччиною. Перед працівниками Миколаївського обласного архіву постало завдання: врятувати документи, своєчасно вивезти їх вглиб країни. Вже в липні 1941 року частина найцінніших документів була евакуйована до м. Уральська, але більшість документальних матеріалів залишилась в архіві.
У березні 1944 року Миколаївська область була визволена від німецьких окупантів. Вже 20 квітня 1944 року Миколаївський облвиконком видав постанову «Про збирання і зберігання документальних матеріалів Вітчизняної війни радянського народу проти німецьких загарбників», яка зобов'язала виконкоми міських, районних та сільських Рад депутатів трудящих, керівників установ та організацій, правління колгоспів виявляти та здавати до обласного архіву документи періоду німецько-фашистської окупації.
Згідно з постановою № 6535 від 30 жовтня 1945 року облвиконкому «Про поліпшення розміщення та роботу державних архівів Миколаївської області» облпланом була надана допомога у ремонті будинку облдержархіву, а у 1946 році був переустаткований читальний зал. В цьому ж році на підставі п'ятирічного плану розвитку народного господарства Миколаївської області на 1946—1950 рр. був розроблений план розвитку архівної справи в Миколаївській області.
З ініціативи архівних органів було прийнято рішення облвиконкому № 5667 від 16 вересня 1948 року «Про надання виконкомами райрад депутатів трудящих приміщень під райархіви, придатних для зберігання документальних матеріалів і роботи з ними».
На підставі рішення № 33-а облвиконкому від 9 січня 1956 року «Про затвердження лімітів на утримання органів державного управління Миколаївської області на 1956 рік», архівний відділ УМВС Миколаївської області перейшов на обласний бюджет. В цьому ж році в 8 районах Миколаївської області були замінені приміщення на придатніші під райархіви, виділені додаткові приміщення в 5 районах. Вже на кінець 1958 року в райміськархівах було зосереджено 285363 справи, з них 235363 справи постійного зберігання.
За 1957—1958 рр. було сконцентровано в райархівах 285 363 справи, з них 235 363 справ постійного зберігання.
Згідно з рішенням № 71 від 3 січня 1959 року виконкому Миколаївської обласної Ради депутатів трудящих районні (міські) державні архіви з перемінним складом документальних матеріалів були передані у ведення виконавчих комітетів районних (міських) Рад депутатів трудящих, а на підставі рішення № 557 виконкому Миколаївської обласної Ради депутатів трудящих від липня 1960 року архівний відділ УВС Миколаївського облвиконкому і державний архів Миколаївської області були передані в ведення виконкому обласної Ради депутатів трудящих. В цьому ж році державний архів Миколаївської області перейменований в Миколаївський обласний державний архів (МОДА). Рішенням виконкому Миколаївської обласної Ради депутатів трудящих від 22.01.62 № 158 було затверджене Положення про архівний відділ облвиконкому, в якому визначались права і обов' язки архівного відділу як керівного архівного органу області.
31 грудня 1970 року був введений в експлуатацію новий будинок облдержархіву, споруджений за типовим проектом. Проектна місткість сховищ 1,2 млн одиниць зберігання. З 1971 року розпочинається інтенсивне комплектування облдержархіву документами установ, організацій і підприємств, районних і міських архівів, а також документами особового походження. Значно збільшилось надходження фотодокументів, комплектування якими архів розпочав ще в 1960 році. У 1974 році почалося комплектування держархіву кіно- і фонодокументами. Тільки протягом 1971—1975 р.р. до облдержархіву надійшло 211746 справ, 4478 од.зб.. фотодокументів, 59 од.зб. кіно- та 5 од.зб. фонодокументів.
У зв'язку з тим, що кількість справ в архіві перевищила 500 тисяч (на 1 серпня 1975 року налічувалось 519019 справ) облдержархів з 1 серпня 1975 року був віднесений до 2-ї категорії за оплатою праці, і були внесені зміни до штатного розкладу. Створені два відділи — зберігання, обліку і науково-довідкового апарату та використання і публікації документів, а також лабораторія з мікрофільмування і реставрації документів, що сприяло кращій організації праці в архіві і закріпленню кадрів.
Згідно з наказом № 17 архівного відділу Миколаївського облвиконкому від 14 серпня 1980 року Миколаївський обласний державний архів був перейменований в державний архів Миколаївської області, а районні (міські) державні архіви з перемінним складом документів в державні районні(міські) архіви.

## Фонди
- 5950 фф., 1121620 спр., 1787—2009 рр.;
- 3759 од. зб. науково-технічної документації, 1936—1996 рр.;
- 1039 од. зб. кінодокументів, 1960—1993 рр.;
- 25199 од. обл. фотодокументів, 1945—2008 рр.;
- 627 од. зб. фонодокументів, 1960—2008 рр.;
- 34 од. зб. відеодокументів, 1994—2008 рр.

Станом на 1 січня 2025 року:
- 259 фондів давніх актів (періоду до 1917 року)
- 1108 фондів колишнього партійного архіву
- 4859 фондів радянського періоду та незалежної України

## Цифровий фонд користування
Результати оцифрування фондів архіву за період із лютого 2022 р. до липня 2024 р.:
- власними силами архів оцифрував 603 справи (118 тис. 872 файлів зображень *.jpg) і 598 описів (файлів у форматі *.pdf);
- за проєктом із FamilySearch оцифровано 18 тис. 569 справ (573 тис. 211 файлів *.jpg);
- за проєктом із Благодійним фондом "Меморіал Голокосту «Бабин Яр» оцифровано 8 тис. 556 справ.

Станом на 2025 рік для вільного завантаження на сайті архіву доступно понад 800 тисяч зображень справ фондів давніх і нових актів.